# Alps de Graies
Els Alps de Graies (en italià Alpi Graie; en francès Alpes Grées; en alemany Grajische Alpen) són una divisió dels Alps Occidentals, a cavall de les regions italianes de la Vall d'Aosta i del Piemont, dels departaments francesos de la Savoia i l'Alta Savoia i el cantó suís del Valais. El nom Graies ve de la tribu celta graioceli, que habitaven a l'àrea propera al coll del Mont Cenis i la vall de Viù.
Els parcs nacionals de la Vanoise i del Gran Paradíso ocupen una part dels massís i s'uneixen a nivell de la Grande Aiguille Rousse.

## Geografia
Els Alps de Graies és a regió francesa de Roine-Alps / departaments de la Savoia i de l'Alta Savoia) i les (regions italianes del Piemont i vall d'Aosta), i al (cantó suís del Valais).
La vessant francesa drena al riu Isèra a la vall de Tarentèsa, pel seu afluent Arc a la vall Maurienne, i per l'Arve. La vessant italiana drena als rius Dora Baltea, Orco i Stura di Lanzo, afluents del Po.
Els Alps de Graies es divideixen en quatre grups:
- el massís del Mont Blanc (al nord del coll del Petit Sant Bernat
- el grup central (entre el Petit Sant Bernat i el coll del Mont Cenis
- el grup oriental o italià o massís del Gran Paradiso (separat del grup central pel coll del Nivolet)
- el grup occidental o francès, amb el massís de la Vanoise, el massís del Beaufortain, i el massís de la Lauzière (separat del grup central pel coll d'Iseran)

### SOIUSA
Segons la SOIUSA, els Alps de Graies es classifiquen:
- Gran part alpina: Alps occidentals
- Gran sector alpí: Alps del nord-oest
- Secció alpina: Alps de Graies

Segons la SOIUSA, els Alps de Graies se subdivideixen en les següents subseccions alpines (i aquestes en supergrups):
- Alps de Lanzo i de l'Alta Moriana
  - Rocciamelone-Charbonnel
  - Arnas-Ciamarella
  - Levanne-Aiguille Rousse
- Alps de la Vanoise i del Grand Arc
  - Massís del Iseran
  - Grande Motte-Grande Casse-Bellecôte
  - Massís del Monte Pourri
  - Massís de la Vanoise
  - Massís del Gébroulaz
  - Massís Lauzière-Grand Arc
- Alps de la Grande Sassière i del Rutor
  - Grande Sassière-Tsanteleina
  - Rutor-Léchaud
- Alps del Gran Paradiso
  - Grup del Gran Paradiso
  - Grup de la Rosa dei Banchi
  - Emilius-Tersiva
- Alps del Mont Blanc
  - Macizo de Trélatête
  - Massís del Monte Blanc
  - Massís Dolent-Argentière-Trient
- Alps del Beaufortain
  - Massís del Roignais
  - Penaz-Joly.

## Cims
Els cims principals són:

### Massís del Mont Blanc

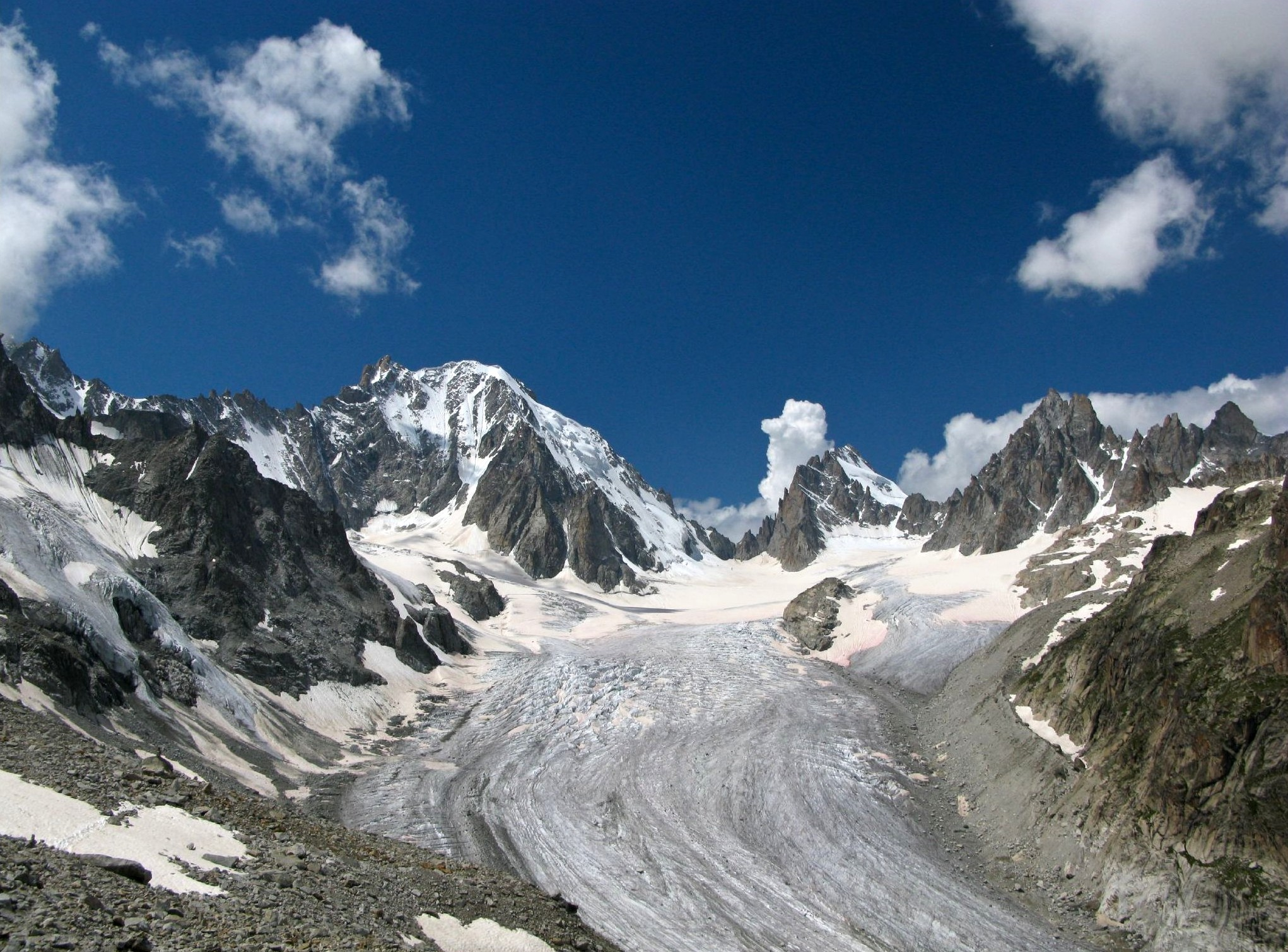
Aiguille d'Argentière sobre la glacera de Saleina

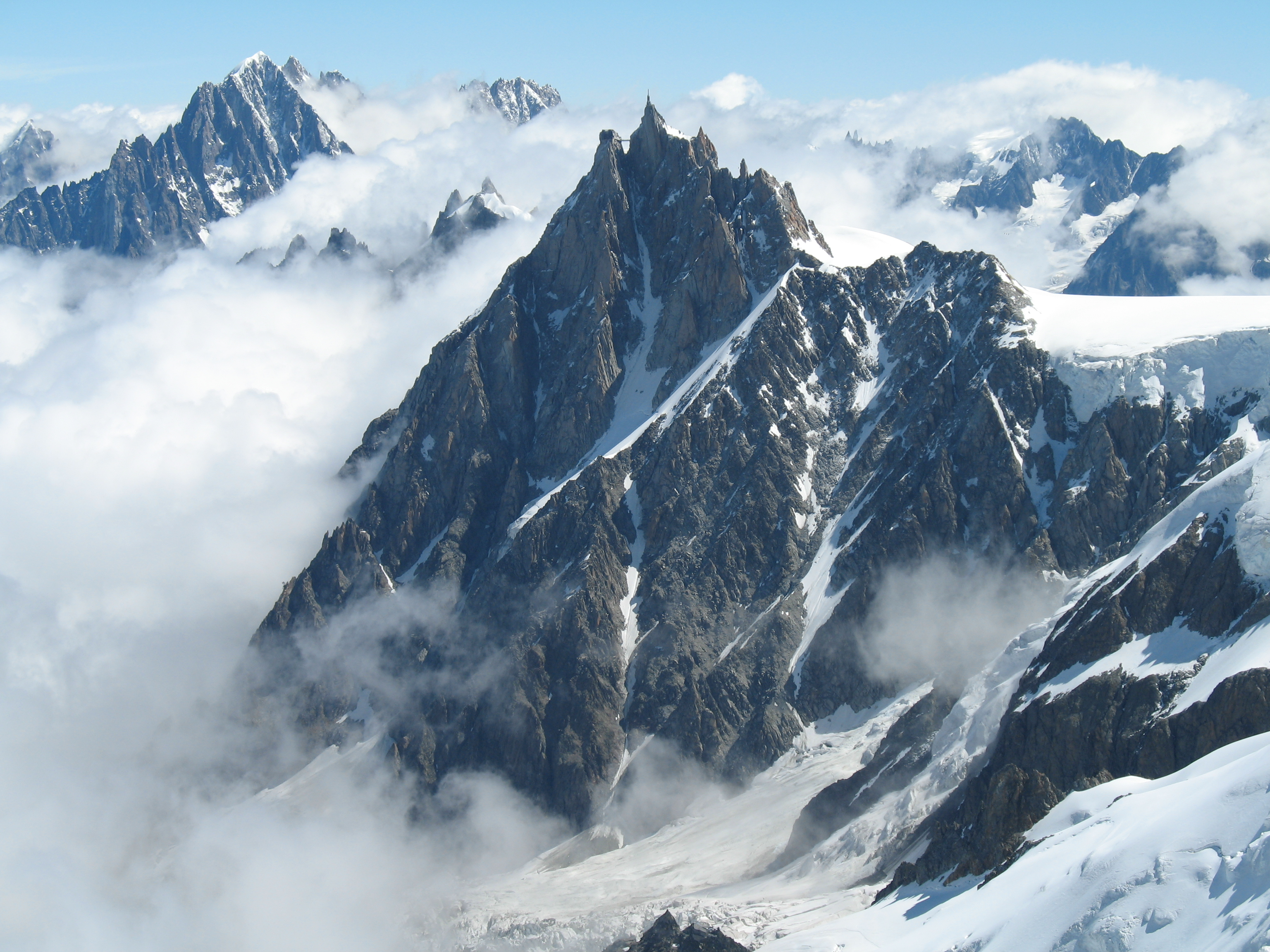
Aiguille du Midi

| Nom                     | metres   | peus (ft) |  | Nom                                 | metres | peus (ft) |
| ----------------------- | -------- | --------- |  | ----------------------------------- | ------ | --------- |
| Mont Blanc              | 4,810.45 | 15,782    |  | Aiguille du Tacul                   | 3,438  | 11,280    |
| Mont Maudit             | 4,471    | 14,669    |  | Pointe d'Orny                       | 3,274  | 10,742    |
| Dôme du Goûter          | 4,331    | 14,210    |  | Dents du Midi                       | 3,260  | 10,696    |
| Grandes Jorasses        | 4,205    | 13,797    |  | Mont Favre                          | 3,259  | 10,693    |
| Aiguille Verte          | 4,127    | 13,541    |  | Tour Sallière                       | 3,227  | 10,588    |
| Aiguille de Bionnassay  | 4,066    | 13,341    |  | Pointe de Léchaud                   | 3,127  | 10,260    |
| Dent du Géant           | 4,013    | 13,166    |  | Mont Buet                           | 3,109  | 10,201    |
| Aiguille de Tré-la-Tête | 3,911    | 12,832    |  | Mont Ruan                           | 3,078  | 10,099    |
| Aiguille d'Argentière   | 3,902    | 12,802    |  | Pic de Tenneverge                   | 2,982  | 9,784     |
| Aiguille de Triolet     | 3,876    | 12,717    |  | Aiguille du Belvédère (Aigs Rouges) | 2,966  | 9,731     |
| Aiguille du Midi        | 3,843    | 12,609    |  | Crammont                            | 2,737  | 8,980     |
| Tour Noir               | 3,836    | 12,586    |  | Pointe des Fours                    | 2,719  | 8,921     |
| Aiguille des Glaciers   | 3,834    | 12,579    |  | Pointe du Colloney                  | 2,692  | 8,832     |
| Mont Dolent             | 3,823    | 12,543    |  | Catogne                             | 2,599  | 8,527     |
| Aiguille du Chardonnet  | 3,822    | 12,540    |  | Mont Joly                           | 2,527  | 8,291     |
| Aiguille du Dru         | 3,754    | 12,316    |  | Brevent                             | 2,525  | 8,284     |
| Dômes de Miage          | 3,688    | 12,100    |  | Pointe de Sales                     | 2,494  | 8,183     |
| Aiguille du Tour        | 3,540    | 11,615    |  | Aiguille de Varan                   | 2,488  | 8,163     |
| Aiguille du Grépon      | 3,502    | 11,489    |  | Mont Chetif                         | 2,343  | 7,687     |
| Aiguille des Charmoz    | 3,442    | 11,293    |  |                                     |        |           |

### Grup Central

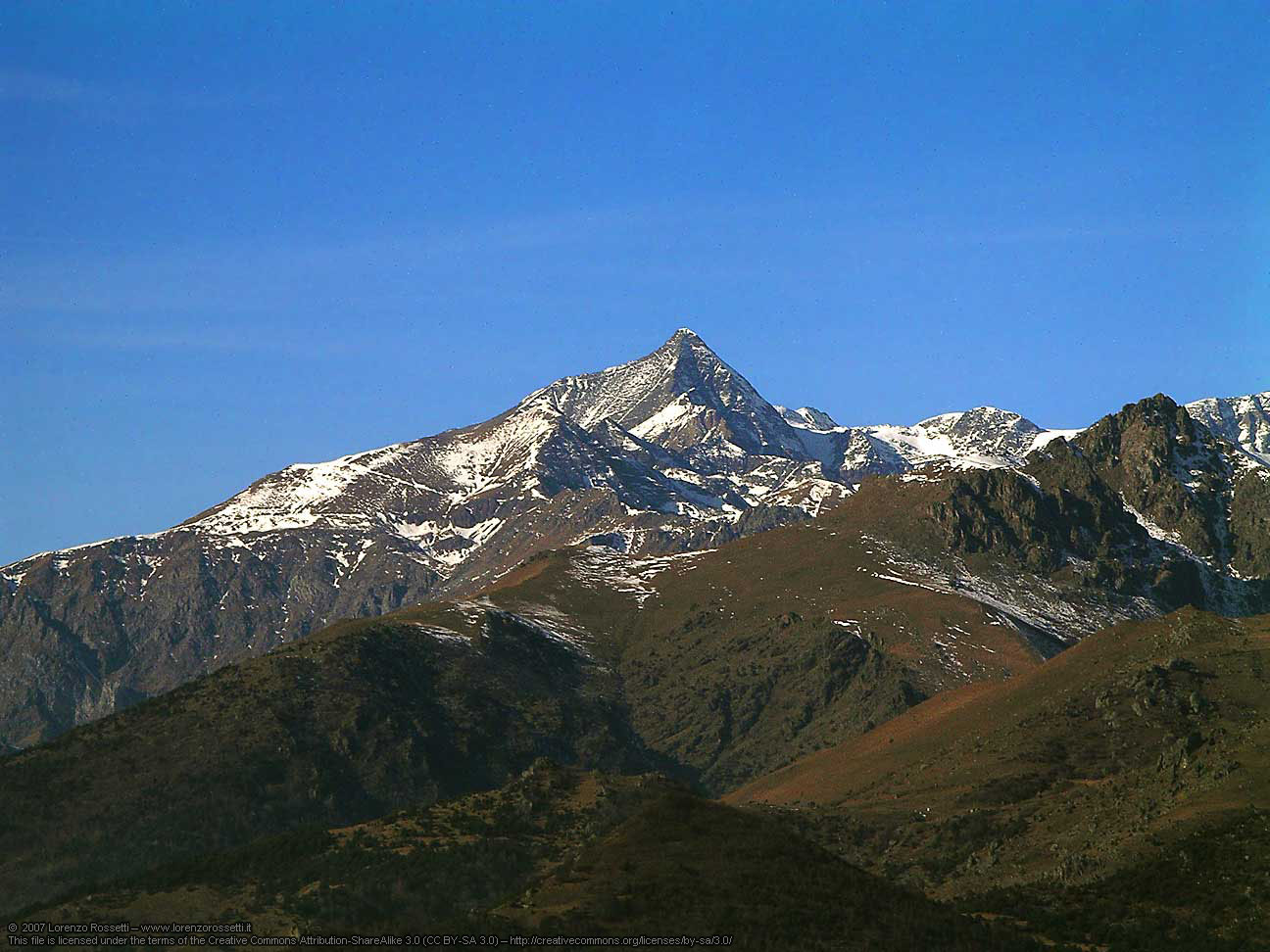
Rocciamelone

| Nom                            | metres | peus (feet) |  | Nom                        | metres | peus (ft) |
| ------------------------------ | ------ | ----------- |  | -------------------------- | ------ | --------- |
| Pointe de Charbonnel           | 3760   | 12,336      |  | Grande Aiguille Rousse     | 3482   | 11,424    |
| Aiguille de la Grande Sassière | 3751   | 12,306      |  | Granta-Parey               | 3473   | 11,395    |
| Uia di Ciamarella              | 3676   | 12,061      |  | Roc du Moulinet            | 3469   | 11,382    |
| Albaron                        | 3638   | 11,936      |  | Aiguille Pers              | 3451   | 11,323    |
| Pointe de Ronce                | 3618   | 11,871      |  | Cima dell' Auillé          | 3446   | 11,306    |
| Levanna                        | 3615   | 11,860      |  | Pointe de la Galise        | 3345   | 10,975    |
| Bec de l'Invergnan             | 3608   | 11,838      |  | Pointe de la Traversière   | 3341   | 10,962    |
| Tsanteleina                    | 3606   | 11,831      |  | Ormelune/Pointe d'Archeboc | 3283   | 10,771    |
| Bessanese                      | 3597   | 11,801      |  | Signal du Mont Iseran      | 3241   | 10,634    |
| Croce Rossa                    | 3567   | 11,703      |  | Grand Assaly               | 3174   | 10,413    |
| Punta d'Arnas                  | 3540   | 11,615      |  | Torre d'Ovarda             | 3075   | 10,089    |
| Rocciamelone                   | 3.537  | 11.605      |  | Dôme de Val d'Isère        | 3.033  | 9.951     |
| Punta Chalanson                | 3.530  | 11.582      |  | Uia di Mondrone            | 2.964  | 9.725     |
| Grande Traversière             | 3.495  | 11.467      |  | Monte Unghiasse            | 2.939  | 9.643     |
| Testa del Rutor                | 3.486  | 11.438      |  | Monte Musinè               | 1.150  | 3.770     |

### Grup oriental o Massís del Gran Paradiso
| Topònim                   | metres | peus   |  | Topònim         | metres | peus   |
| ------------------------- | ------ | ------ |  | --------------- | ------ | ------ |
| Gran Paradiso             | 4.061  | 13.324 |  | Punta Tersiva   | 3.513  | 11.526 |
| Grivola                   | 3.969  | 13.022 |  | Punta Foura     | 3.410  | 11.188 |
| Herbétet                  | 3.778  | 12.396 |  | Punta Sengie    | 3.408  | 11.182 |
| Torre del Gran San Pietro | 3.692  | 12.113 |  | Punta Lavina    | 3.308  | 10.854 |
| Ciarforon                 | 3.665  | 12.025 |  | Rosa dei Banchi | 3.164  | 10.381 |
| Roccia Viva               | 3.650  | 11,976 |  | Becca di Nona   | 3.142  | 10.309 |
| Becca di Gay              | 3.623  | 11.887 |  | Punta Pousset   | 3.046  | 9.994  |
| Mont Emilius              | 3.559  | 11.677 |  | Monte Marzo     | 2.750  | 9.023  |

### Grup occidental o Massís de la Vanoise
| Topònim             | metres | peus   |  | Topònim                       | metres | peus   |
| ------------------- | ------ | ------ |  | ----------------------------- | ------ | ------ |
| Grande Casse        | 3.855  | 12.648 |  | Pointe de l'Échelle           | 3.422  | 11,227 |
| Mont Pourri         | 3.779  | 12.398 |  | Bellecôte                     | 3.417  | 11.211 |
| Dent Parrachée      | 3.697  | 12.129 |  | Pointes de la Gliere          | 3.386  | 11.109 |
| Grande Motte        | 3.653  | 11.985 |  | Pointe de Méan Martin         | 3337   | 10,949 |
| Dôme de l'Arpont    | 3599   | 11,808 |  | Roche Chevrière               | 3252   | 10,669 |
| Dôme de Chasseforêt | 3586   | 11,765 |  | Pointe de la Réchasse         | 3223   | 10,575 |
| Aiguille de Péclet  | 3566   | 11,700 |  | Petit Mont Blanc de Pralognan | 2685   | 8809   |
| Aiguille de Polset  | 3538   | 11,608 |  | Mont Jouvet                   | 2563   | 8409   |
| Pointe de la Sana   | 3436   | 11,273 |  |                               |        |        |

## Colls i passos de muntanya

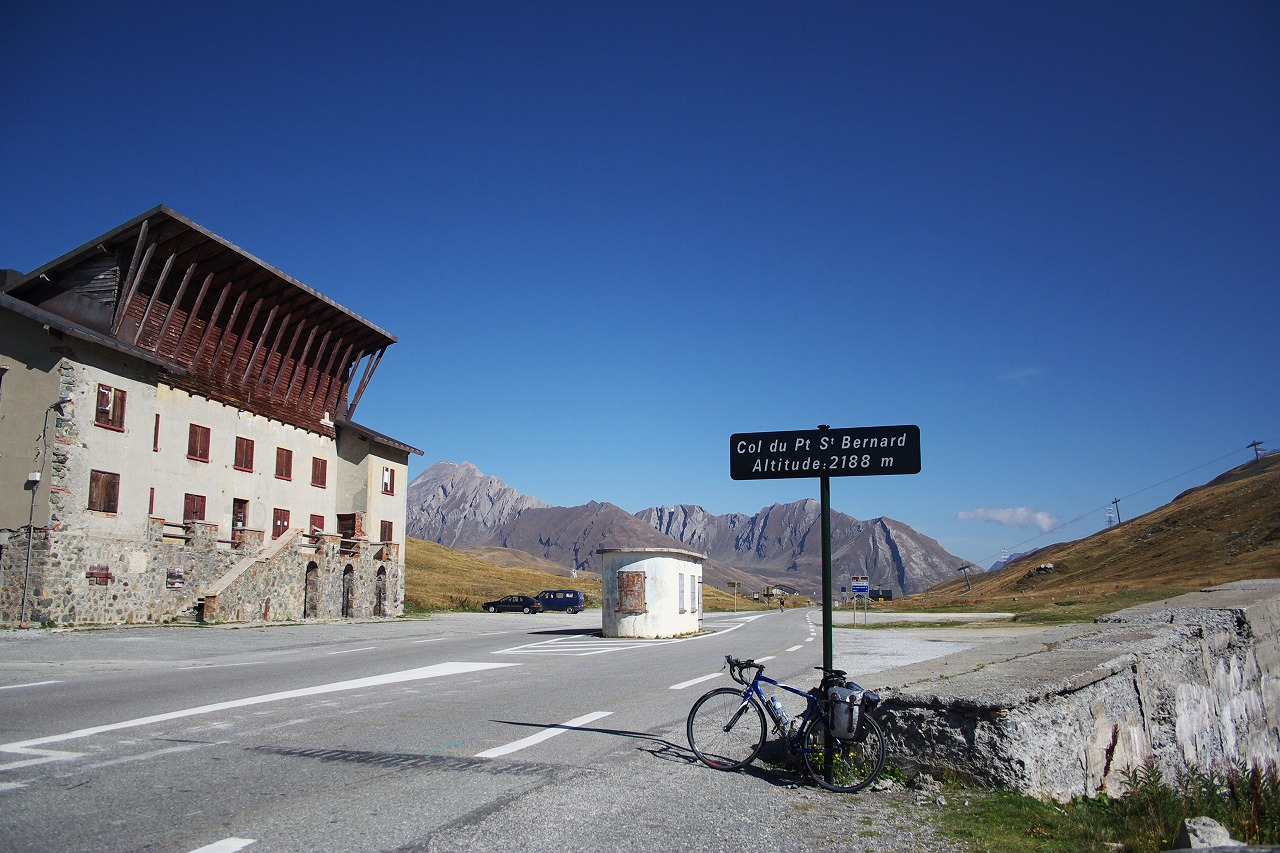
Coll del Petit Sant Bernat

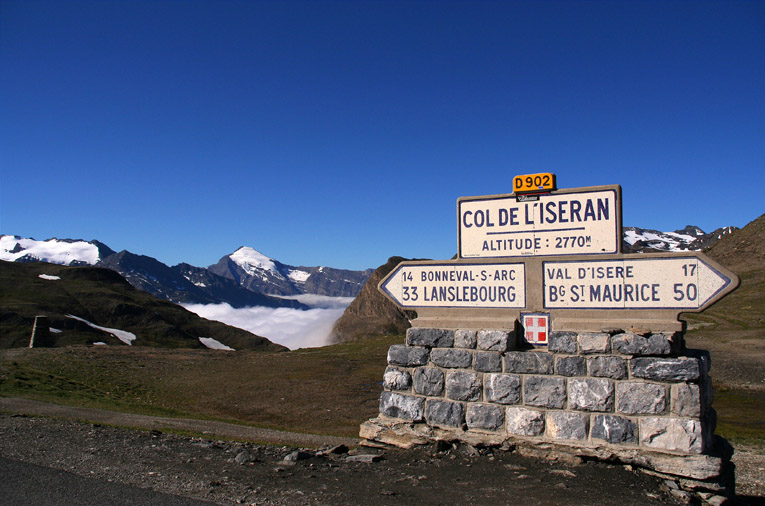
Coll de l'Iseran

Principals colls i passos de muntanya dels Alps de Graies.
"MB" indica massís del Mont Blanc, "C" grup central, "E" grup oriental, i "W" grup occidental.
| nom                        | localització                              | grup | tipus             | altura (m/ft) | altura (m/ft) |
| -------------------------- | ----------------------------------------- | ---- | ----------------- | ------------- | ------------- |
| Col de la Brenva           | Courmayeur a Chamonix                     | MB   | neu               | 4,333         | 14,217        |
| Col de Triolet             | Chamonix a Courmayeur                     | MB   | neu               | 3,691         | 12,110        |
| Col d'Argentière           | Chamonix a Orsières                       | MB   | neu               | 3,516         | 11,536        |
| Col de la Grande Rousse    | Vall de Rhêmes a Valgrisenche             | C    | neu               | 3500          | 11,483        |
| Col de Talefre             | Chamonix a Courmayeur                     | MB   | neu               | 3,484         | 11,430        |
| Col de Gebroulaz           | Modane a Méribel                          | W    | neu               | 3470          | 11,385        |
| Col de Monel               | Cogne a Locana                            | E    | neu               | 3428          | 11,247        |
| Col de Miage               | Les Contamines a Courmayeur               | MB   | neu               | 3,376         | 11,077        |
| Col du Géant               | Chamonix a Courmayeur                     | MB   | neu               | 3,371         | 11,060        |
| Col du Grand Paradis       | Ceresole Reale a Valsavarenche            | E    | neu               | 3349          | 10,988        |
| Col du Charforon           | Ceresole Reale a Valsavarenche            | E    | neu               | 3331          | 10,929        |
| Col de Teleccio            | Cogne a Locana                            | E    | neu               | 3326          | 10,913        |
| Col du Chardonnet          | Chamonix a Orsières                       | MB   | neu               | 3,325         | 10,909        |
| Col de Lauzon              | Cogne a la Valsavarenche                  | E    | camí de ferradura | 3301          | 10,831        |
| Col du Bouquetin           | Bonneval-sur-Arc a Val d'Isère            | C    | neu               | 3300          | 10,827        |
| Col de St Grat             | Valgrisenche a La Thuile                  | C    | neu               | 3300          | 10,827        |
| Col du Tour                | Chamonix a Orsières                       | MB   | neu               | 3,280         | 10,762        |
| Fenetre de Saleina         | Glacera de Saleina a la glacera de Trient | MB   | neu               | 3,264         | 10,709        |
| Col de l'Herbetet          | Cogne a Valsavarenche                     | E    | neu               | 3257          | 10,686        |
| Col du Collerin            | Bessans a Balme                           | C    | neu               | 3202          | 10,506        |
| Col du Grand Etret         | Ceresole Reale a Valsavaranche            | E    | neu               | 3158          | 10,361        |
| Col de Bassac              | Rhêmes Valley a Valgrisenche              | C    | neu               | 3153          | 10,345        |
| Col du Carro               | Bonneval-sur-Arc a Ceresole Reale         | C    | neu               | 3140          | 10,302        |
| Col d'Arbole               | Cogne a Brissogne                         | E    | neu               | 3137          | 10,292        |
| Col de la Goletta          | Val d'Isère a la vall de Rhêmes           | C    | neu               | 3120          | 10,237        |
| Col de Rhêmes              | Val d'Isère a la vall de Rhêmes           | C    | neu               | 3101          | 10,174        |
| Col de la Grande Casse     | Pralognan a Termignon                     | W    | neu               | 3100          | 10,171        |
| Col de Sea                 | Bonneval-sur-Arc a Forno Alpi Graie       | C    | neu               | 3083          | 10,115        |
| Col de l'Autaret           | Bessans to Usseglio                       | C    | camí              | 3070          | 10,073        |
| Col de Girard              | Bonneval-sur-Arc a Forno Alpi Graie       | C    | neu               | 3044          | 9987          |
| Col Rosset                 | Valsavarenche a la vall de Rhêmes         | C    | camí de ferradura | 3024          | 9922          |
| Col d'Arnas                | Bessans a Balme                           | C    | neu               | 3014          | 9889          |
| Col de la Galise           | Ceresole Reale a Val d'Isère              | C    | neu               | 2998          | 9836          |
| Col de Sort                | Valsavarenche a the Rhêmes Valley         | E    | camí de ferradura | 2967          | 9735          |
| Quecees de Tignes          | Val d'Isère a Termignon                   | W    | neu               | 2940          | 9646          |
| Col della Nouva            | Cogne a Pont Canavese                     | E    | camí de ferradura | 2933          | 9623          |
| Col de Breuil              | Bourg-Saint-Maurice a La Thuile           | MB   | neu               | 2,879         | 9,446         |
| Col de Garin               | Aosta a Cogne                             | E    | camí              | 2868          | 9411          |
| Collarin d'Arnas           | Balme a Usseglio                          | C    | neu               | 2850          | 9351          |
| Colle della Finestra       | Vall de Rhêmes a Valgrisenche             | C    | camí              | 2847          | 9341          |
| Fenetre de Champorcher     | Cogne a Champorcher                       | E    | camí de ferradura | 2838          | 9311          |
| Col Vaudet                 | Sainte-Foy-Tarentaise a Valgrisenche      | C    | camí              | 2836          | 9305          |
| Col de Bardoney            | Cogne a Pont Canavese                     | E    | neu               | 2833          | 9295          |
| Col de Chaviere            | Modane a Pralognan                        | W    | camí              | 2806          | 9206          |
| Col de la Leisse           | Tignes a Termignon                        | W    | neu               | 2780          | 9121          |
| Coll de l'Iseran           | Bonneval-sur-Arc a Val d'Isère            | C    | carretera         | 2769          | 9085          |
| Ghicet di Sea              | Balme a Forno Alpi Graie                  | C    | camí              | 2735          | 8973          |
| Col de la Sachette         | Tignes a Bourg-Saint-Maurice              | W    | camí              | 2729          | 8954          |
| Col du Palet               | Tignes a Moûtiers or Bourg St Maurice     | W    | camí de ferradura | 2658          | 8721          |
| Col du Mont                | Ste Foy a la Valgrisenche                 | C    | camí de ferradura | 2646          | 8681          |
| Coll de Nivolet            | Ceresole Reale a la Valsavarenche         | E    | carretera         | 2641          | 8665          |
| Colle della Crocetta       | Ceresole Reale a Forno Alpi Graie         | C    | camí de ferradura | 2636          | 8649          |
| Col de la Platière         | Saint-Jean-de-Maurienne a Moûtiers        | W    | camí de ferradura | 2600          | 8531          |
| Col du Mont Tondu          | Les Contamines a Courmayeur               | MB   | neu               | 2,590         | 8,498         |
| Col Ferret                 | Courmayeur a Orsières                     | MB   | camí de ferradura | 2,533         | 8,311         |
| Col de la Vanoise          | Pralognan a Termignon                     | W    | camí de ferradura | 2527          | 8291          |
| Col de la Seigne           | Les Chapieux a Courmayeur                 | MB   | camí de ferradura | 2,512         | 8,242         |
| Col de Susanfe             | Champéry a Salvan                         | MB   | camí              | 2,500         | 8,202         |
| Col du Bonhomme            | Contamines a Les Chapieux                 | MB   | camí de ferradura | 2,483         | 8,147         |
| Col de Sageroux            | Sixt a Champéry                           | MB   | camí              | 2,413         | 7,917         |
| Col des Encombres          | Saint-Michel-de-Maurienne a Moûtiers      | W    | camí de ferradura | 2337          | 7668          |
| Col d'Anterne              | Sixt a Servoz                             | MB   | camí de ferradura | 2,263         | 7,425         |
| Col de Balme               | Chamonix a the Trient Valley              | MB   | camí de ferradura | 2,201         | 7,221         |
| Coll del Petit Sant Bernat | Aosta a Moûtiers                          | C    | carretera         | 2188          | 7179          |
| Coll de la Madeleine       | La Chambre a Moûtiers                     | W    | carretera         | 1984          | 6509          |
| Colle Checrouit            | Courmayeur a the Lac de Combal            | MB   | camí de ferradura | 1.960         | 6.431         |
| Col de Voza                | Chamonix a Les Contamines                 | MB   | camí de ferradura | 1.675         | 5.496         |
| Col de la Forclaz (F)      | Chamonix a Saint-Gervais                  | MB   | camí de ferradura | 1.556         | 5.105         |
| Coll de Forclaz (CH)       | Argentière al Districte de Martigny       | MB   | carretera         | 1.520         | 4.987         |

## Protecció de la natura

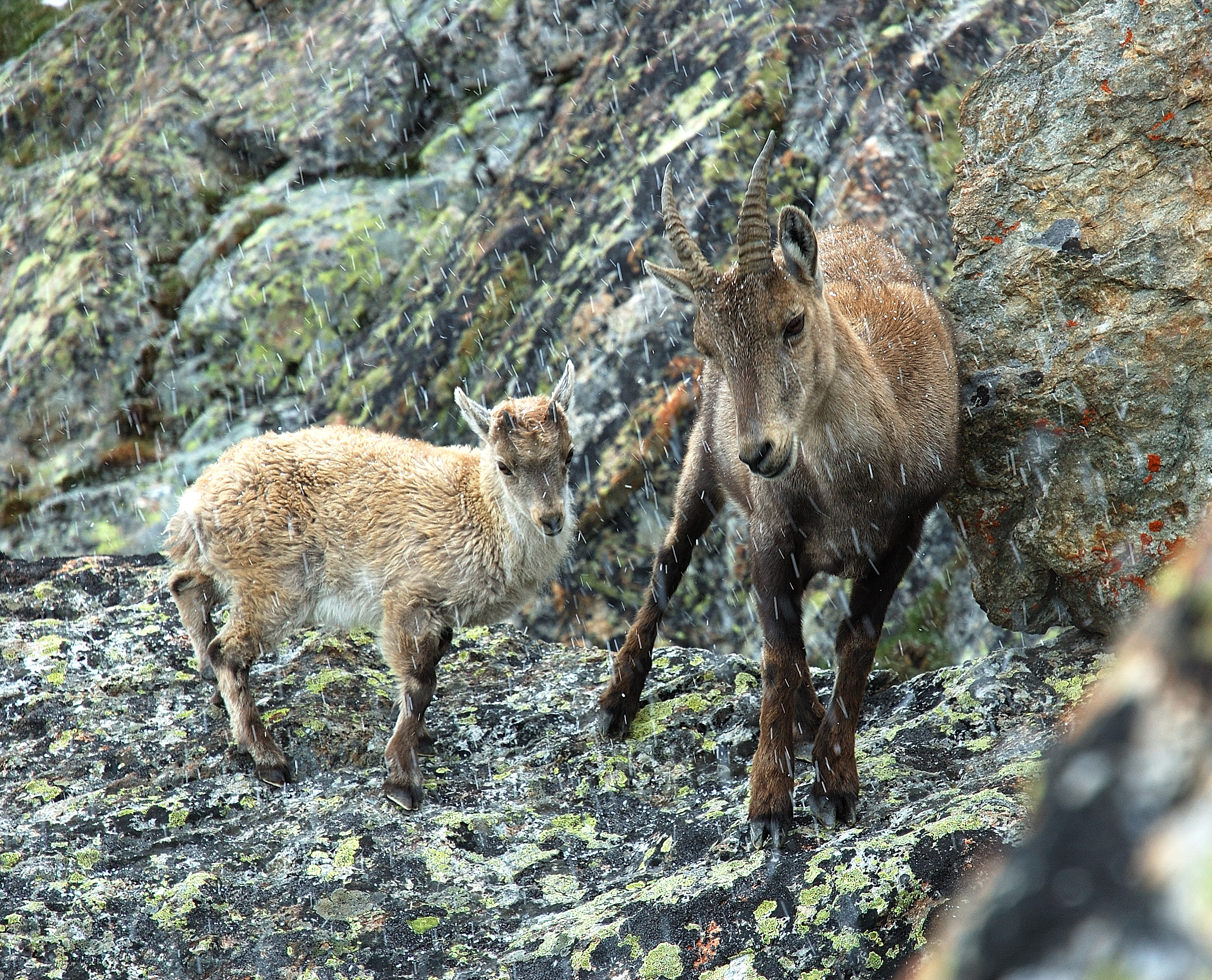
Ibex

El grup occidental conté el parc nacional de la Vanoise, establert el 1972, que cobreix una àrea de 1.250 km²;. El grup oriental conté el parc nacional del Gran Paradiso, el més antic d'Itàlia. També a la banda italiana s'hi lolacitza el parc regional del Monte Avic, de 5.747 ha, establert per la regió de la Vall d'Aosta.

## Mapes
- Cartografia oficial italiana (Istituto Geografico Militare - IGM); on-line version: www.pcn.minambiente.it
- Cartografia oficial francesa (Institut Géographique National - IGN); on-line version: www.geoportail.fr Arxivat 2007-11-13 a Wayback Machine.
- Cartografia oficial suïssa (Swiss Federal Office of Topography - Swisstopo); on-line version: map.geo.admin.ch